# Questione triestina

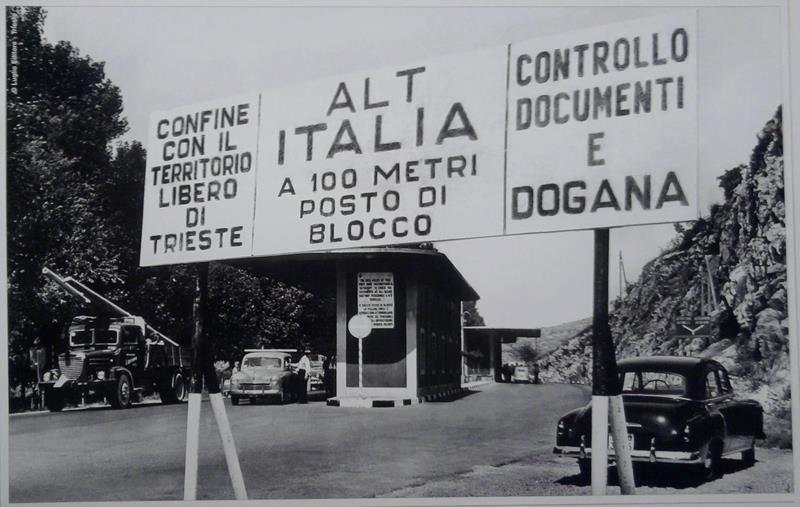
Il confine tra Italia e Territorio Libero di Trieste sulla SS 14 tra Monfalcone e Duino-Aurisina.

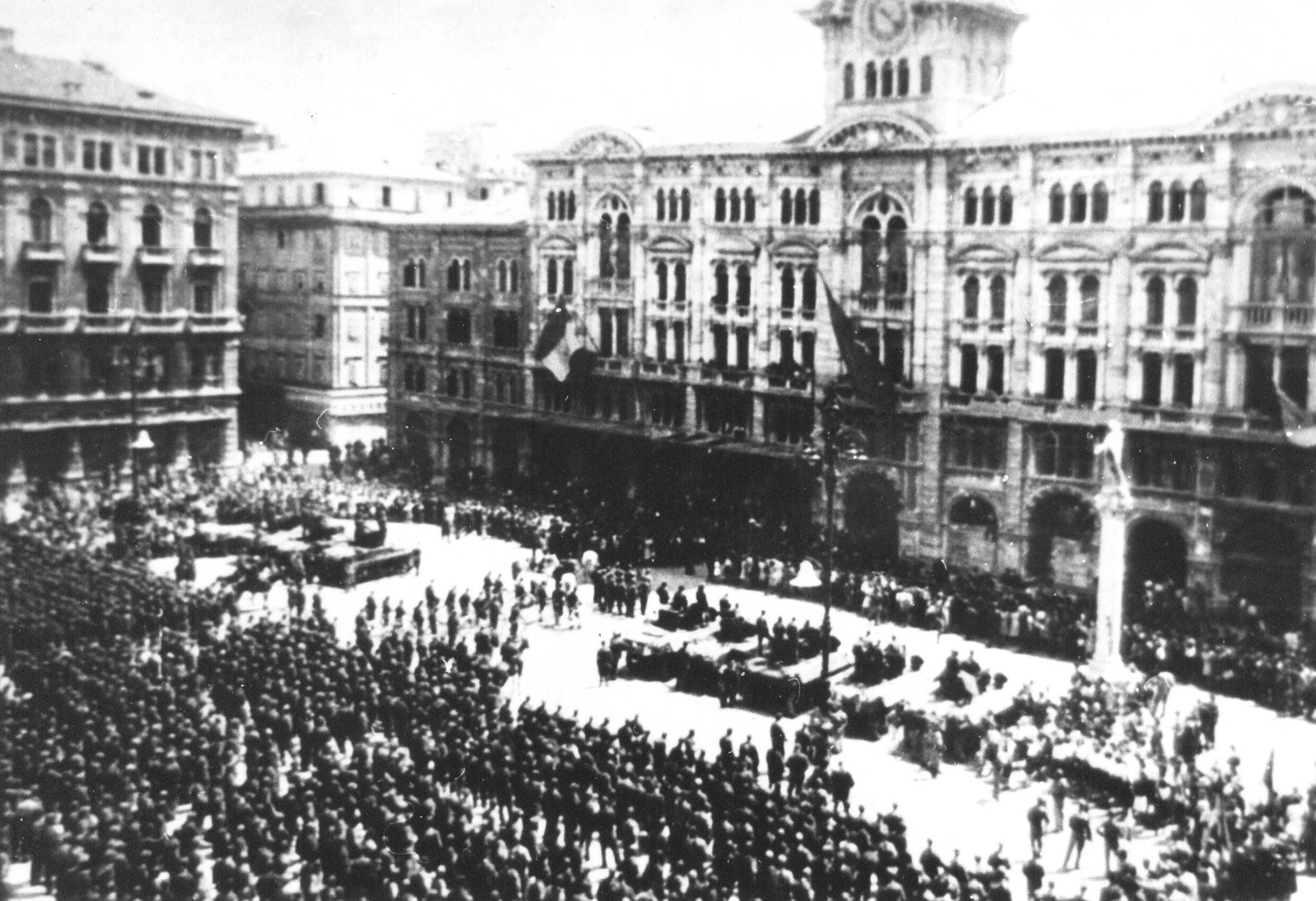
L'esercito popolare jugoslavo a Trieste, maggio 1945

La questione triestina (o questione giuliana) si riferisce alla disputa tra Italia e Jugoslavia sui territori della Venezia Giulia, e in particolare su Trieste e le aree limitrofe, nella parte finale della seconda guerra mondiale e durante il successivo dopoguerra. Trieste era stata occupata dalle truppe del Regno d'Italia il 3 novembre 1918, al termine della prima guerra mondiale, e poi ufficialmente annessa all'Italia con la ratifica del Trattato di Rapallo del 1920. Dopo la resa dell'Italia nel 1943 e l'occupazione militare tedesca tra il 1943 e il 1945, al termine della seconda guerra mondiale il territorio fu occupato militarmente dalla Jugoslavia. 

## La situazione dopo l'armistizio di Cassibile
All'indomani della firma dell'armistizio di Cassibile il governo provvisorio siglò alcuni accordi con gli Alleati che rimandavano la definizione dei confini orientali dello Stato al termine della guerra. In risposta all'armistizio, i tedeschi già il 18 settembre occuparono militarmente ed amministrativamente il nord-est italiano, fondando la Zona d'operazioni del Litorale adriatico (comprendente i territori delle province di Trieste, di Udine, di Gorizia, di Pola, di Fiume e - istituita ex novo dopo l'invasione e la spartizione della Slovenia - di Lubiana), controllata direttamente dai tedeschi fino al 1945. La regione fu teatro di aspri combattimenti e violenze tra gli italiani della R.S.I. e le truppe tedesche da un lato, e dall'altro tanto i partigiani jugoslavi dell'Esercito Popolare di Liberazione della Jugoslavia, comandati da Tito, quanto i partigiani delle varie anime della Resistenza italiana.

## Dal 1º maggio al 12 giugno 1945

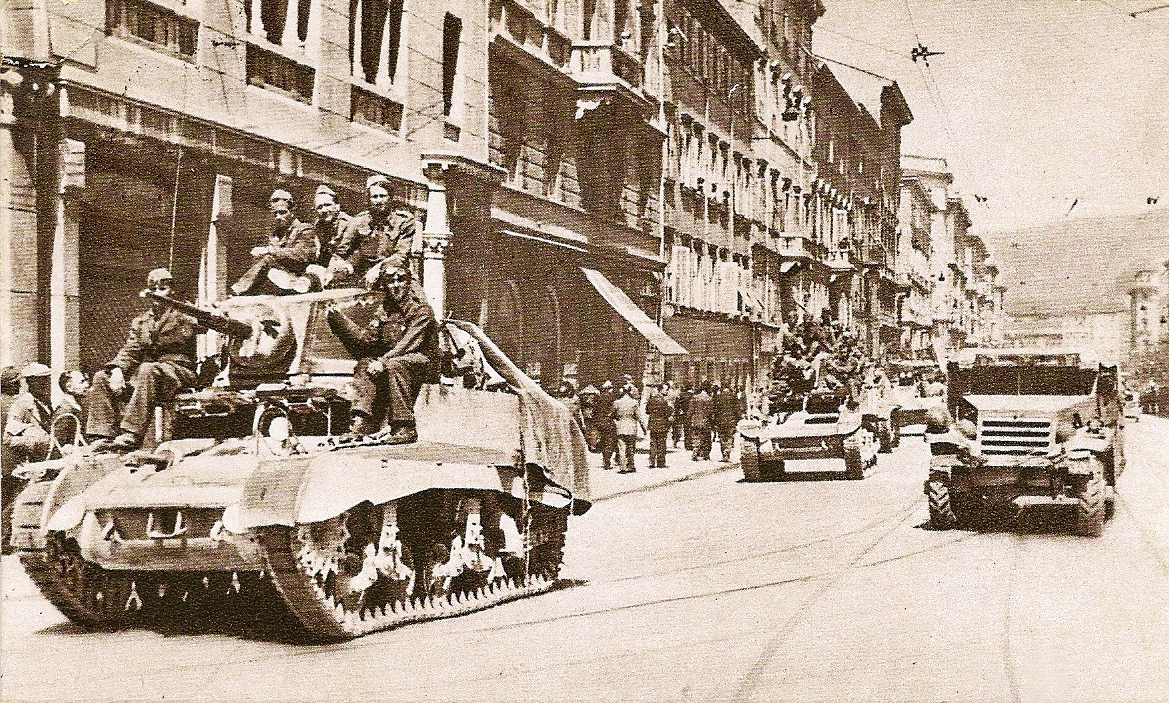
I carri armati dell'Armata jugoslava nel 1945 a Trieste

I nazisti tennero Trieste fino al 1º maggio 1945, quando, dopo intensi bombardamenti alleati, i partigiani jugoslavi del generale Dušan Kveder riuscirono ad occupare la città, battendo sul tempo i neozelandesi del generale Bernard Freyberg che, appoggiati dai partigiani della Divisione Osoppo, si erano inutilmente impegnati nella "corsa per Trieste" (race for Trieste). Kveder proclamò l'annessione di Trieste e dei territori limitrofi alla nascente Federazione Jugoslava quale sua settima repubblica autonoma, mentre Tito, appoggiato dalle formazioni partigiane comuniste di italiani che vi operavano, poteva affermare di avere il controllo di tutta la Venezia Giulia.
La situazione creatasi non soddisfaceva gli anglo-americani e il generale Harold Alexander, su indicazione di Winston Churchill, riuscì, dopo la firma dell'accordo di Belgrado del 9 giugno 1945 che stabiliva la linea Morgan, la nuova linea di demarcazione lungo il corso dell'Isonzo e fino a est/sud-est di Muggia, a ottenere il 12 giugno il ritiro dell'Esercito Popolare di Liberazione della Jugoslavia e il passaggio di Trieste e Gorizia, nonché (20 giugno) di Pola, a un "Governo militare alleato", che assunse il controllo anche di Rovigno e di Parenzo.

## Gli accordi di Belgrado (1945) ed il Trattato di Parigi (1947)
Zona A del TLT;
     Zona B del TLT.

Francobolli emessi nel febbraio 1954 per celebrare l'avvio della TV in Italia: a causa dell'errato disegno dei confini, scoppiò un caso diplomatico con la Jugoslavia, che rispedì in Italia la corrispondenza affrancata con tale valore bollato

Con gli accordi di Belgrado (giugno 1945) la Venezia Giulia venne suddivisa in due zone (Zona A e Zona B) delimitate dalla Linea Morgan, amministrate militarmente dagli Alleati e dagli jugoslavi.
Il 2 giugno 1946 si svolse il referendum istituzionale a seguito del quale gli italiani scelsero la Repubblica, ma la Venezia Giulia (Province di Gorizia, Trieste, Pola, Fiume), pur essendo formalmente ancora sotto sovranità italiana, non partecipò alla consultazione per le pressioni jugoslave sui governi alleati. Per calmare gli animi il Governo militare alleato (AMG in inglese) concesse il passaggio del Giro d'Italia, poi bersagliato dalle proteste degli attivisti filo-sloveni, culminate nello scontro di Pieris. Allo stesso modo i cittadini della Venezia Giulia non poterono partecipare alle elezioni della nuova Assemblea Costituente.
Il 10 febbraio del 1947 fu firmato il trattato di pace dell'Italia, che istituì il Territorio Libero di Trieste (TLT), costituito dal litorale triestino e dalla parte nordoccidentale dell'Istria, provvisoriamente diviso in una Zona A amministrata dal Governo militare alleato e in una Zona B amministrata dall'esercito jugoslavo, in attesa della creazione degli organi costituzionali del nuovo Stato.
Il TLT fu teatro di numerosi disordini: in occasione della firma del trattato di pace, la maestra Maria Pasquinelli uccise a Pola il generale inglese Robert de Winton, comandante delle truppe britanniche. All'entrata in vigore del trattato (15 settembre 1947) corse addirittura voce che le truppe jugoslave della zona B avrebbero occupato Trieste. Negli anni successivi la diplomazia italiana cercò di ridiscutere gli accordi di Parigi per chiarire le sorti di Trieste, senza successo.
Nel frattempo continuavano scontri e disordini a Trieste:
- l'8 marzo 1952 una bomba uccise alcuni manifestanti di un corteo italiano;
- nell'agosto-settembre 1953 il governo italiano inviò truppe lungo il confine con la Jugoslavia;
- nel novembre del 1953, durante la cosiddetta Rivolta di Trieste, si registrarono ulteriori vittime (Pierino Addobbati, Erminio Bassa, Leonardo Manzi, Saverio Montano, Francesco Paglia e Antonio Zavadil), che ricevettero in seguito la Medaglia d'Oro al Valor Militare con la motivazione:

## L'accordo del 5 ottobre 1954

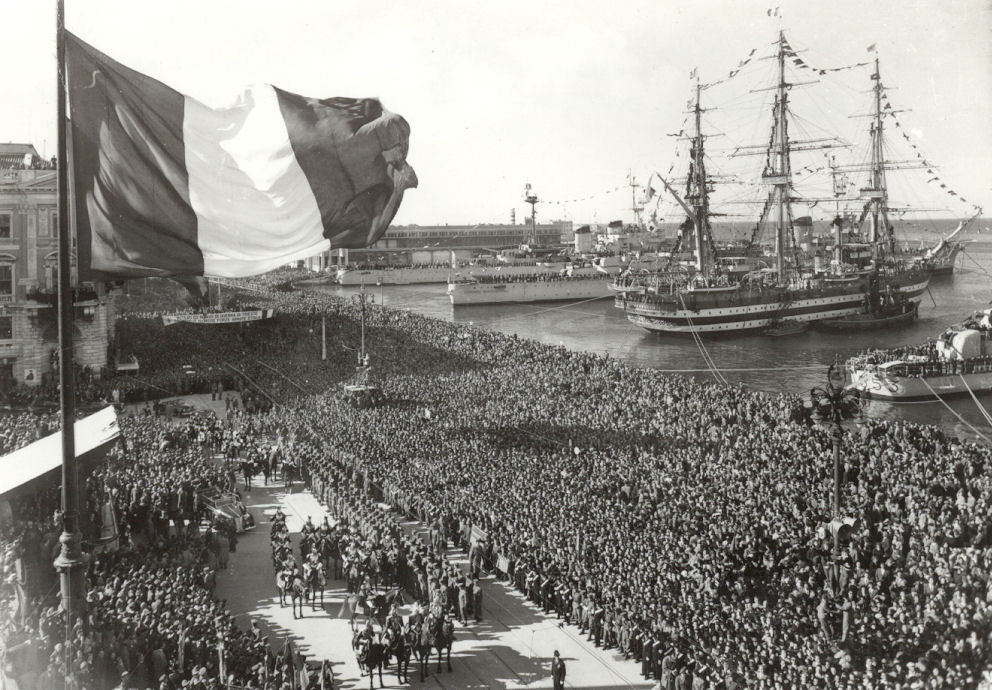
Visita del presidente Einaudi per il ritorno di Trieste all'Italia, 4 novembre 1954.

La situazione si chiarì solo il 5 ottobre 1954 quando, col Memorandum di Londra, la Zona "A" del Territorio libero di Trieste passò all'amministrazione civile del governo italiano, mentre l'amministrazione del governo militare jugoslavo sulla Zona "B" passò al governo della Repubblica socialista. Gli accordi prevedevano inoltre alcune rettifiche territoriali a favore della Jugoslavia, fra cui il centro abitato di Albaro Vescovà con alcune aree appartenenti al comune di Muggia (pari a una decina di km²). Il 4 novembre 1954 il presidente della Repubblica Luigi Einaudi si recò a Trieste. Nel corso del suo breve discorso affermò:
Il 9 novembre 1956 fu conferita alla città la Medaglia d'Oro al Valor Militare, con la motivazione:

## Il trattato di Osimo
Fu necessario attendere il Trattato di Osimo del 10 novembre 1975 per un regolamento definitivo tra Italia e Jugoslavia e la fine alle rivendicazioni territoriali, confermando l'assetto stabilito con il Memorandum di Londra. Il trattato fu un passo molto gradito alla NATO, che valutava particolarmente importante la stabilità internazionale della Jugoslavia.